# Noureev (film)
Pour les articles homonymes, voir Noureev.
Pour plus de détails, voir Fiche technique et Distribution.
Noureev (The White Crow) est un drame biographique britannique réalisé par Ralph Fiennes, sorti en 2018.

## Synopsis
Ce film se base sur la vie du célèbre danseur Rudolf Noureev, né en 1938 et mort en 1993.
En 1961, Rudolf Noureev découvre Paris et demande l'asile politique à la France. En 1962, alors que la guerre froide atteint son apogée, le jeune Rudolf Noureev éblouit l'Occident par son art.

## Fiche technique
- Titre original : The White Crow
- Réalisation : Ralph Fiennes
- Scénario : David Hare, d'après Rudolf Nureyev: The Life de Julie Kavanagh
- Décors : Anne Seibel
- Costumes : Madeline Fontaine
- Photographie : Mike Eley
- Montage : Barney Pilling (en)
- Musique : Ilan Eshkeri
- Production : Carolyn Blackwood, François Ivernel, Andrew Levitas et Gabrielle Tana
  - Production déléguée : Wayne Marc Godfrey, Robert Jones, Joe Oppenheimer
- Sociétés de production : BBC Films, Magnolia Mae, Metalworks Studios et Work in Progress
- Société de distribution : Rezo Films (France)
- Pays de production :  Royaume-Uni
- Langue originale : anglais
- Format : couleur
- Genre : drame biographique
- Durée : 127 minutes
- Dates de sortie :
  - États-Unis : 31 août 2018 (Festival du film de Telluride)
  - Royaume-Uni : 18 octobre 2018 (Festival du film de Londres) ; 22 mars 2019 (sortie nationale)
  - Canada : 10 mai 2019
  - France : 19 juin 2019

## Distribution
- Oleg Ivenko : Rudolf Noureev
- Adèle Exarchopoulos : Clara Saint
- Raphaël Personnaz : Pierre Lacotte
- Ralph Fiennes : Alexandre Pouchkine
- Louis Hofmann : Teja Kremke
- Sergei Polunin : Iouri Soloviev
- Olivier Rabourdin : Alexinsky
- Chulpan Khamatova : Xenia
- Zach Avery (en) : Michael Jones
- Mar Sodupe : Helena Romero
- Calypso Valois : Claire Motte
- Alekseï Morozov : Strizhevsky
- Nebojša Dugalić (en) : Konstantin Sergueïev
- Jonathan Zaccaï : Serge Lifar
- Ravchana Kourkova : Farida Nureïev
- Juliette Armanet : la chanteuse du club de jazz
- Anastasiya Meskova (ru) : Alla Osipenko
- Andrey Urgant (ru) : Nicolai Ivanovsky (ru)

## Production
Les scènes de l'arrivée à l'aéroport ont été tournées dans la salle des Huit Colonnes, à l'aéroport du Bourget.